# Starość aksolotla
Starość aksolotla – powieść science fiction Jacka Dukaja z 2015 roku.
Książka pierwotnie była dystrybuowana jedynie jako e-book, a dopiero w 2019 roku pojawiła się w wersji papierowej, wydana nakładem Wydawnictwa Literackiego.

## Fabuła
Tajemnicze promieniowanie z kosmosu unicestwia życie na Ziemi. Nielicznym ludziom udaje się w porę przenieść swoje umysły do maszyn. To do nich będzie należeć odbudowa cywilizacji.

## Inne media
Powieść była inspiracją dla dwóch seriali:
- belgijskiego serialu Kierunek: Noc z 2020 r.[3],
- tureckiego serialu Yakamoz S-245 z 2022 r.[4]